# Amt Liesborn-Wadersloh
Das Amt Liesborn-Wadersloh, 1931 aus dem Zusammenschluss der Ämter Liesborn und Wadersloh hervorgegangen, war ein Amt im Kreis Beckum in Nordrhein-Westfalen. Es bestand ursprünglich aus den fünf Gemeinden Benteler, Diestedde, Herzfeld, Liesborn und Wadersloh.
Im Rahmen der nordrhein-westfälischen Gebietsreform wurde die Gemeinde Herzfeld im Zuge der Umsetzung des „Gesetzes zur Neugliederung des Landkreises Soest und von Teilen des Landkreises Beckum“ vom 24. Juni 1969 an den Kreis Soest abgegeben und in die neu gegründete Gemeinde Lippetal eingegliedert. Im Zuge der Umsetzung des „Gesetzes zur Neugliederung des Kreises Wiedenbrück und von Teilen des Kreises Bielefeld“ vom 4. Dezember 1969 wurde die Gemeinde Benteler zum 1. Januar 1970 an den Kreis Wiedenbrück abgegeben und mit der Gemeinde Langenberg zur neuen Gemeinde Langenberg zusammengeschlossen. Im Zuge der Umsetzung des „Gesetzes zur Neugliederung der Gemeinden und Kreise des Neugliederungsraumes Münster/Hamm (Münster/Hamm-Gesetz)“ vom 9. Juli 1974 wurden die Gemeinden Liesborn, Diestedde und Wadersloh zum 1. Januar 1975 zur neuen Gemeinde Wadersloh zusammengeschlossen, der Liesborner Ortsteil Bad Waldliesborn wurde Stadtteil von Lippstadt (Kreis Soest). Das Amt Liesborn-Wadersloh wurde aufgelöst; Rechtsnachfolgerin ist die Gemeinde Wadersloh.